# Laetus Bernatek
Laetus Bernatek (ur. 4 lipca 1847 w Göding, zm. 26 stycznia 1927 w Krakowie) – zakonnik należący do Zakonu Bonifratrów, inicjator i organizator budowy gmachu szpitala Bonifratrów w Krakowie.

## Życiorys
Edukację i katolickie wychowanie uzyskał w młodzieńczych latach w domu rodzinnym. Po ukończeniu 18. roku życia 11 lipca 1865 wstąpił w Wiedniu do Zakonu Szpitalnego Świętego Jana Bożego. Studiował teologię i farmację na Uniwersytecie Wiedeńskim, uzyskując tytuł magistra. Po studiach pracował jako aptekarz w Wisowicach, Zebrzydowicach, Letovicach i Linzu, w szpitalach prowadzonych przez jego zgromadzenie.
Od 1891 roku był przeorem Krakowskiego Konwentu Bonifratrów. Podczas trawiących Kraków w latach 1892-1894 epidemii cholery azjatyckiej i ospy uczynił klasztor szpitalem zakaźnym. Dwukrotnie zwiększył liczbę łóżek w szpitalach, wynoszącą 70 w 1897. W tym samym roku rozpoczął budowę nowoczesnego gmachu szpitala. Otwarcie placówki miało miejsce w październiku 1906 roku. Dokonał także modernizacji całego konwentu zakonnego. Po 20 latach pracy odszedł z Krakowa do Wiednia.
Pochowany na cmentarzu Rakowickim w Krakowie (pas 32, zach.).

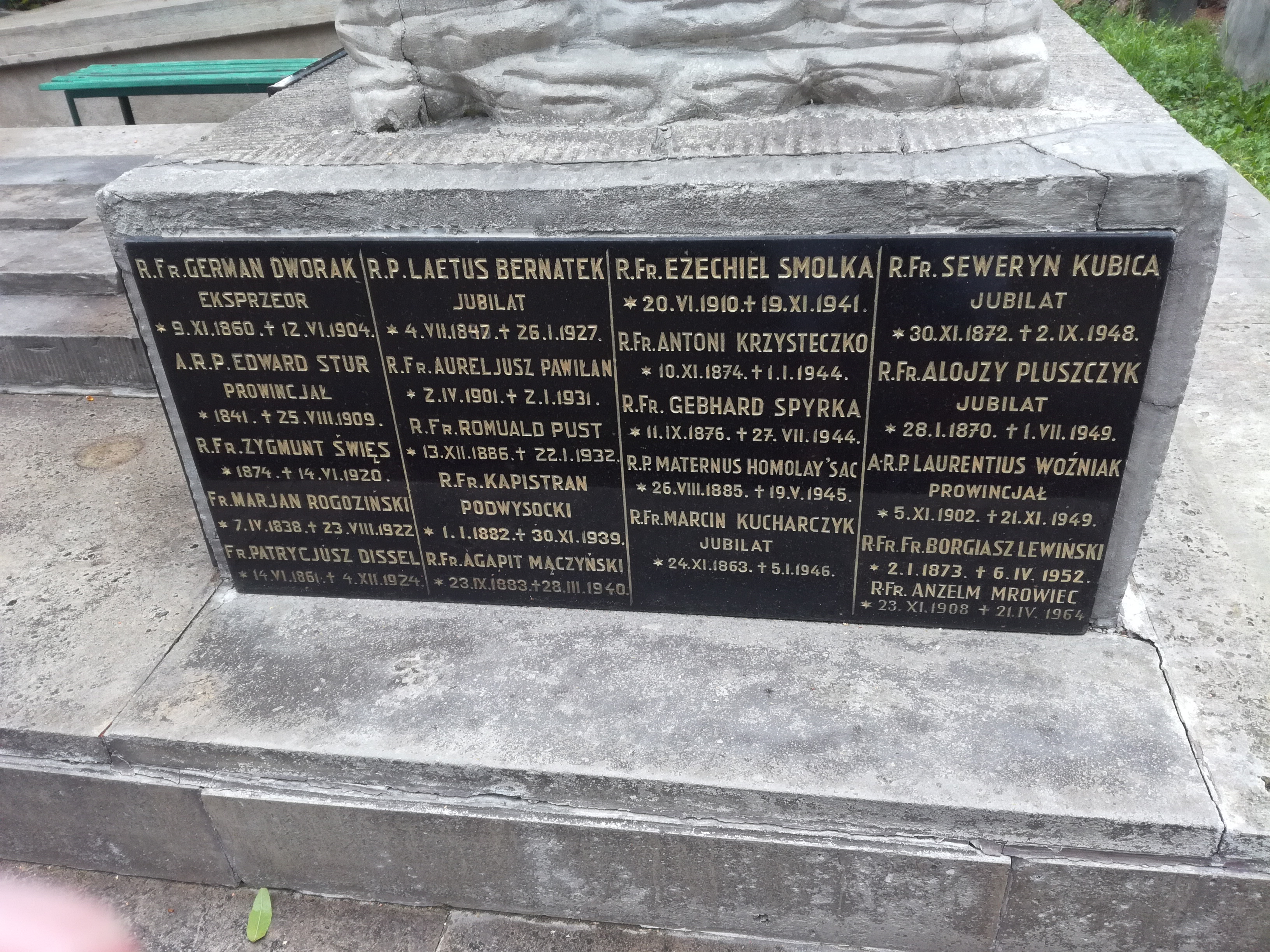
Grobowiec bonifratrów na cmentarzu Rakowickim

Jego imieniem została nazwana kładka pieszo-rowerowa - kładka Ojca Bernatka w Krakowie łącząca Kazimierz (część Dzielnicy I Stare Miasto) i Podgórze (Dzielnica XIII Podgórze), zlokalizowana w pobliżu siedziby krakowskiego zakonu i szpitala bonifratrów.